# Emilia Szelest
Emilia Szelest – polska pisarka i dziennikarka.

## Twórczość
Emilia Szelest pochodzi z Sanoka. W 2019 zadebiutowała książką pt. Niebezpieczna gra, która zapoczątkowała trylogię o losach policjantki Weroniki Kardasz. Zarówno druga część pt. Układ idealny, jak i finalna pt. Ryzykowny wybór, ukazały się w 2021. Seria spotkała się z przychylnym odzewem czytelników i zyskała status bestsellerowej. Kolejny trzytomowy cykl został zatytułowany Bieszczadzkie demony, a jego składowe pt. Licho nie śpi (2021), Diabli taniec (2021) i Orszak śmierci (2023) stanowiły opowieść o asesor prokuratury Magdzie Jaskólskiej. Entuzjastyczne recenzje przyniosła powieść pt. Przeznaczeni (2021), której akcja rozgrywa się w amerykańskim stanie Montana. 
Autorka tworzy książki w gatunkach: kryminał, sensacja, thriller, romans oraz literatura młodzieżowa i fantasy. Fabuła niektórych toczy się w rejonach bliskich miejscu zamieszkania pisarki, np. w Bieszczadach czy w Przemyślu.
Została dziennikarką „Tygodnika Sanockiego”, od czerwca 2019 do marca 2023 sprawując stanowisko redaktora naczelnego.

## Publikacje
Powieści
- Niebezpieczna gra (15 V 2019, Wydawnictwo Kobiece, ISBN 978-83-66234-82-6)[11]
- Układ idealny (26 II 2020, Wydawnictwo Kobiece, ISBN 978-83-66436-73-2)
- Bardzo cicha noc (28 X 2020, Wydawnictwo Kobiece, współautorka wraz z Eweliną Dobosz, ISBN 978-83-66654-52-5)
- Free Birds (27 I 2021, Wydawnictwo Kobiece, ISBN 978-83-66718-28-9)
- Licho nie śpi (23 III 2021, Wydawnictwo Kobiece, ISBN 978-83-66815-08-7)
- Ryzykowny wybór (3 VI 2021, Wydawnictwo Kobiece, ISBN 978-83-66520-57-8)
- Przeznaczeni (27 X 2021, Wydawnictwo Marginesy, ISBN 978-83-66863-70-5; wyd. 2: 2022, Wydawnictwo Luna, ISBN 978-83-67406-13-0)
- Diabli taniec (29 IX 2021, Wydawnictwo Kobiece, ISBN 978-83-66967-48-9)
- Kusicielka (8 XII 2021, Wydawnictwo Kobiece, ISBN 978-83-67014-48-9)
- Niepokorny gracz (19 I 2022, Wydawnictwo Kobiece, ISBN 978-83-66815-65-0)
- Wystarczy kochać (16 II 2022, Wydawnictwo Luna, ISBN 978-83-67022-74-3)
- Pilot. Podniebne doznania (18 V 2022, Wydawnictwo Niegrzeczne Książki, ISBN 978-83-67069-50-2)
- Orszak śmierci (22 III 2023, Wydawnictwo Kobiece, ISBN 978-83-8321-200-5)
- Follow Me (31 X 2023, Wydawnictwo NieZwykłe, ISBN 978-83-8320-978-4)
- Natalie Eurotrip (13 VIII 2024, Wydawnictwo Editio Red, ISBN 978-83-289-1053-9)
- Siedem (12 II 2025, Agencja Wydawniczo-Reklamowa Skarpa Warszawska,  ISBN 978-83-8329-725-5)
- Jaskinia milczących (4 VI 2025, Agencja Wydawniczo-Reklamowa Skarpa Warszawska,  ISBN 978-83-8329-854-2)

Opowiadania
- Jesteś mną, w: Dopóki śmierć nas nie rozłączy (14 II 2020, Wydawnictwo WasPos, ISBN 978-83-66425-41-5)
- Nim skończy się rok, w: Niegrzeczne święta (12 XI 2020, Wydawnictwo Kobiece, ISBN 978-83-66654-86-0)
- Zapomnij, baw się i kochaj, w: Niegrzeczne last minute (16 VI 2021, Wydawnictwo Kobiece, ISBN 978-83-66890-24-4)
- Hollywoodeath, w: Granice wyobraźni (13 VIII 2021, Wydawnictwo WasPos, ISBN 978-83-67024-22-8)
- Najdroższy przyjacielu, w: Lista niegrzecznych prezentów (13 X 2021, Wydawnictwo Kobiece, ISBN 978-83-67014-27-4)
- Gniew Seta, w: Sekrety Orientu. Antologia arabska (15 IX 2022, Wydawnictwo Miraż, ISBN 978-83-964563-7-3)
- Na niebieskim firmamencie żaden człowiek nie jest nielegalny, w: Sześć kolorów. Antologia LGBT+ (15 VI 2023, Wydawnictwo Miraż, ISBN 978-83-67657-10-5)